# Râul Olteanu
Râul Olteanu este un râu afluent al Beliș. 